# ۵۷۷ (پیش از میلاد)
۵۷۷ (پیش از میلاد) ۵۷۷مین سال قبل از تقویم میلادی است.